# Atopsyche davidsoni
Atopsyche davidsoni är en nattsländeart som beskrevs av Sykora 1991. Atopsyche davidsoni ingår i släktet Atopsyche och familjen Hydrobiosidae. Inga underarter finns listade i Catalogue of Life.